# Centrorhynchus ptyasus
Centrorhynchus ptyasus är en hakmaskart som beskrevs av Gupta 1950. Centrorhynchus ptyasus ingår i släktet Centrorhynchus och familjen Centrorhynchidae. Inga underarter finns listade i Catalogue of Life.